# 21 phát đại bác

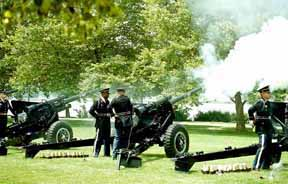
Bắn đại bác chào mừng

21 phát đại bác là nghi thức bắn đại bác chào mừng ở cấp quốc gia đối với các thượng khách.

## Lịch sử

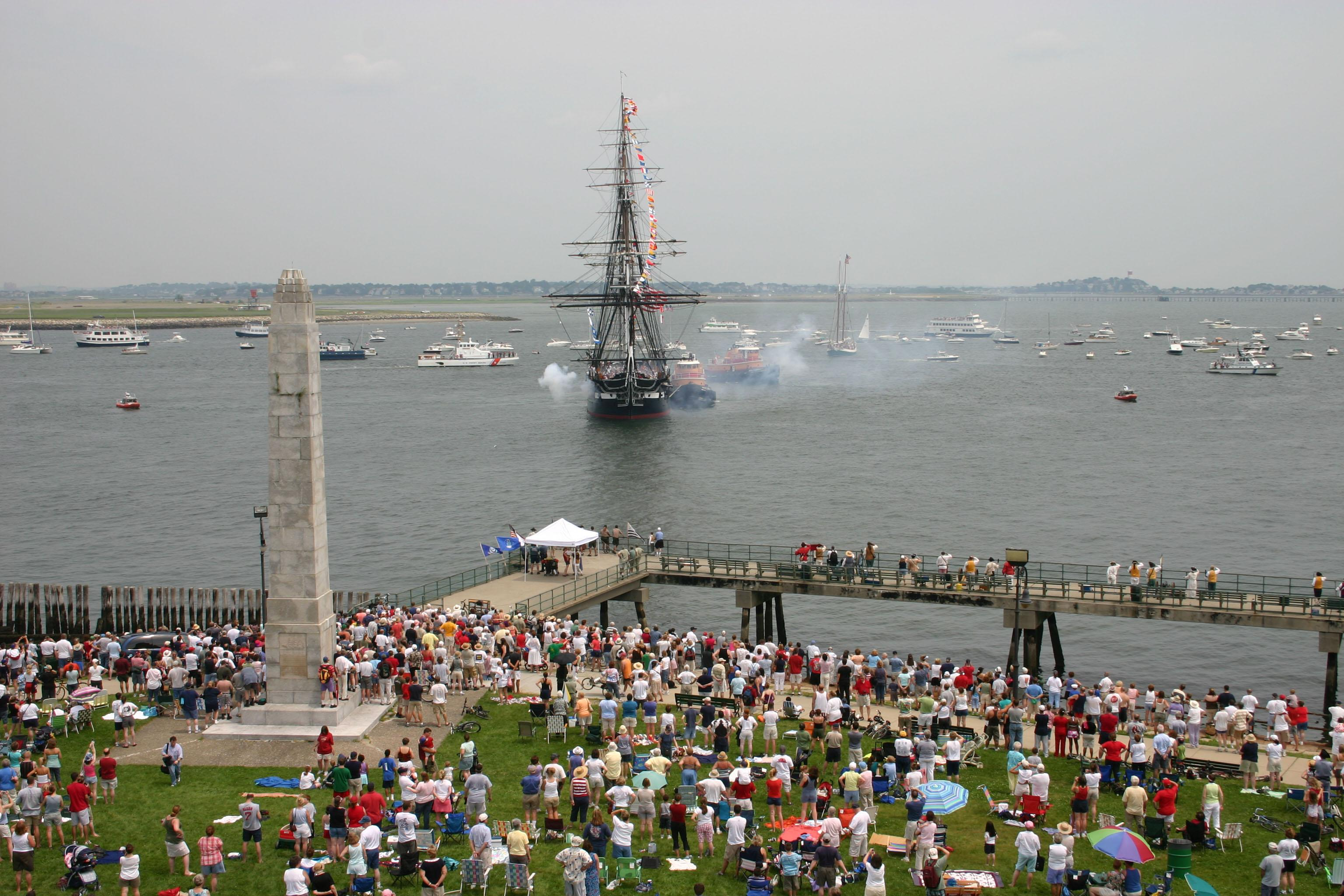
Tàu USS Constitution thực hiện nghi thức bắn 21 phát đại bác nhân Lễ Độc lập của Hoa Kỳ.

Nguồn gốc của nghi lễ này được giải thích bằng 2 cách:

### Từ các chiến hạm[1]
Hơn 400 năm về trước, ở một số quốc gia châu Âu, tập quán bắn đại bác để đón tiếp khách quý đã xuất hiện. Tuy nhiên, nghi thức này chỉ được phổ biến ở các chiến hạm. Khi các chiến hạm của một nước tiến vào cảng của nước khác, các khẩu pháo phải bắn hết đạn để tỏ ý không thù địch. Vào thời điểm đó, thuyền chỉ có tải trọng nhỏ nên số các khẩu pháo lắp trên thuyền chỉ tối đa là 7, thêm vào đó pháo của thời kỳ đó lại là loại nạp đạn từ phía trước, bắn rất tốn công, nên các chiến hạm chỉ bắn tối đa là 7 phát. Còn các cảng chào đón khách bằng việc chỉ cần bắn 3 phát để trả lời và hoan nghênh là được. 7 nhân 3 là 21. Từ đó, nghi lễ 21 phát đại bác ra đời.
Về sau, nghi lễ này phát triển rộng rãi và không bị giới hạn ở hải quân. Trong lễ mừng hoặc đón khách quý, 21 phát đại bác cũng được sử dụng như một nghi lễ không thể thiếu.

### TừĐế quốc Anh[2]
Trong 2 thế kỷ XVII và XVIII, Vương quốc Anh rất hùng mạnh và có nhiều thuộc địa trên thế giới. Mỗi khi tàu chiến của người Anh tiến vào, họ yêu cầu các thuộc địa phải bắn 21 phát đại bác để tỏ lòng tôn kính và thần phục. Đáp lại, người Anh chỉ bắn có 7 phát đại bác.
Về sau, 21 phát đại bác được sử dụng trong các ngày lễ hay đón tiếp nguyên thủ quốc gia.